# الظل العظيم
الظل العظيم والمعروفة أيضًا باسم «الظل العظيم وغيرها من الحكايات النابليونية»، هي رواية أكشن ومغامرة كتبها السير آرثر كونان دويل ونشرت في عام 1892 في مكتبة بريستول جيه دبليو أروسميث. تدور أحداث الرواية في عصر نابليون في مدينة تقع على الحدود الإنجليزية الإسكتلندية تسمى ويست إنش. يشير الظل العظيم إلى تأثير نابليون وسمعته التي شكلت ظلًا على ويست إنش.

## ملخص الحبكة
لم يكن في هذه الرواية شيرلوك هولمز البطل بل جاك كولدر الذي يعتقد أن تجربته الطفولية الوحيدة البارزة كانت عندما قام عن طريق الخطأ بمنع عملية سطو أثناء محاولته الهروب من مدرسة داخلية. التُقِط أثناء هذه الأحداث جيم هورسكروفت وأصبح الاثنان أصدقاء. بمجرد أن ذهب جيم إلى كلية الطب التقى جاك مع ابنة عمه إدي التي امتلكت الكثير من المال بعد وفاة والدها. أُعجِب جاك بإدي لكنه رُدِعَ عندما لم تُظهِر إدي أية حماسة تجاهه، بينما انجذبت بشكل كبير للرجال في المعركة. عند سماع جاك بذلك، أصر جاك على أنه سيصبح جنديًا على الرغم من رفض والديه لذلك. طلب جاك في النهاية الزواج من إدي. عاد جيم في هذا الوقت إلى ويست إنش وسرعان ما أُعجب بإيدي التي أبدت أكثر انجذابًا لجيم. عندما أخبر جاك جيم أن الاثنين مرتبطان تخلى عن مشاعره ليغرق في الاكتئاب والثمالة. يتعافى جيم بعد بضعة أيام ويلتقي بإدي ليراهما جاك يحتضنان بعضهم البعض. يتصارع الاثنان ويتركا الخيار لإدي التي تختار جيم وترتبط به. يقاطع الأحداث وصول رجل فرنسي غامض يدعى لاب وصل إلى المدينة على متن سفينة صغيرة. ادّعى لاب أنه خرج من حطام سفينة وبقي تائه في البحر لمدة ثلاثة أيام إلى أن وصل إلى هذا المكان. قدم جاك إلى لا طعامًا ومكانًا للإقامة بينما كان جيم أكثر ترددًا باستضافته. سرعان ما أدرك الأولاد أن لاب غني جدًا ويملك الكثير من الانتصارات التي لا يفوقها عددًا سوى قصص الحرب التي لا نهاية لها والتي تجذب الجميع إليه بمن فيهم إدي. يدعي لاب أنه سيبقى إلى أن يحتاج إليه أحد، ليصبح فيما بعد مقبولًا في المجتمع، ولكن لم يستمر الأمر كذلك؛ إذ أصبح جاك يشك في كونه جاسوسًا بعد أن ألقى القبض عليه في مناسبات متعددة مريبة. عندما يذهب جيم لينهي دراسته ويحصل على شهادته تقول إيدي لجاك أنها تزوجت لاب. يغادر لاب في اليوم التالي على متن سفينة ويكشف في رسالة كتبها أنه بونافنتور دي ليساك مساعد نابليون. يغضب هذا جيم كثيرًا عندما يعلم أن نابليون قد هرب وهو في طريقه. يقدم جيم خدماته إلى الرائد إليوت الذي ينضم إليه جاك بسرعة. يقوم الرائد إليوت بتدريب الأولاد أثناء استعدادهم لمعركة واترلو. يوصَف الفرنسيون في الرواية بأنهم يمتلكون دروعًا كبيرة وأن جنودهم كانوا مدربين بخلاف جاك وجيم. تصف بقية الرواية بتفاصيل حية رواية الجنود لمعركة واترلو، حيث يقوم جيم وجاك بالسير لمسافة نصف ميل قبل الانضمام إلى المعركة. تصف نهاية الكتاب تعرض الفرنسيين لهزيمة دوق ولينغتون وجيبهارد فون بلوشر.